# Principe de non-régression
Le principe de non-régression en droit de l'environnement est un concept juridique visant à empêcher toute régression dans le niveau de protection environnementale au fur et à mesure de l'évolution du droit.

## Histoire juridique
Ce principe était déjà inscrit dans certains ordres juridiques nationaux et appliqué par certaines juridictions avant 2012. Il a pris une envergure mondiale  cours des réflexions sur la doctrine, menée par des juristes et des associations de droit de l’environnement en 2011, qui ont abouti à un appel des juristes (2011) lancé à l'attention des parties prenantes de la conférence Rio+20 qui s'est tenue en 2012.
Il s'agissait pour ces juristes, face au constat de régressions du droit de l'environnement dans certaines juridictions, de conforter et compléter quatre grands principes validés par la communauté internationale lors la Déclaration de Rio de 1992 (prévention, précaution, pollueur-payeur, participation publique).
Leur appel et alerte ont été entendus et intégré dans divers documents politiques puis juridiques, notamment par l'Union européenne et dans divers pays. Le Parlement Européen dans une position commune de 2011 rédigée pour la Conférence Rio+20 a demandé « que le principe de non-régression soit reconnu dans le contexte de la protection de l’environnement et des droits fondamentaux » ; ce qu'a fait la conférence Rio+20 dans sa déclaration finale intitulée « L’avenir que nous voulons » (19 juin 2012). On y lit (paragraphe 19) concernant « la nécessité de poursuivre la mise en œuvre des engagements souscrits précédemment » que (paragraphe 20) « il est essentiel de ne pas revenir sur les engagements souscrits lors de la Conférence de 1992 ».

## En France
Il est inscrit à l'article L. 110-1 du Code français de l'environnement, par la loi du 8 août 2016 pour la reconquête de la biodiversité, de la nature et des paysages et tel que défini dans le code de l’environnement, il impose que la protection de l'environnement ne peut faire l'objet que d’une amélioration constante, compte tenu des connaissances scientifiques.
Complétant le principe de précaution, le principe pollueur-payeur, le principe de participation du public, le principe d'accès à l'information environnementale et quelques autres, il stipule que la protection de l'environnement doit toujours faire l'objet d'une amélioration constante, et au vu des connaissances scientifiques et techniques du moment.
Ce principe ne s'applique toutefois qu'aux normes législatives et réglementaires de portée générale (pas aux décisions administratives individuelles ; il n'influe pas directement sur la responsabilité civile ou pénale des personnes privées).
Il a été notamment étudié et promu par le juriste Michel Prieur, professeur agrégé émérite spécialisé en droit de l'environnement, notamment fondateur en 1985 du Centre de recherches interdisciplinaires en droit de l'environnement, de l'aménagement et de l'urbanisme (CRIDEAU) à l'université de Limoges.

### Critiques
Comme le principe de précaution, il a fait l'objet de critiques de la part de personnes ou de groupes[Qui ?] affirmant qu'il risque de figer certaines normes environnementales françaises, et de la part d'acteurs industriels, économiques ou cynégétiques craignant que certaines évolution de leurs activités soient ralenties ou bloqués par un excès de protection ou de précaution[réf. nécessaire].